# Alaksandr Usciłowicz
Alaksandr Charytonawicz Usciłowicz lub Uscinowicz (biał. Аляксандр Харытонавіч Усціловіч (Усціновіч); ur. w 1896 lub 1897 w Mieńkach w powiecie wołkowyskim, zm. 27 listopada 1937 w Leningradzie) – białoruski działacz komunistycznego ruchu rewolucyjnego, uczestnik rewolucji październikowej, pedagog; rozstrzelany z polecenia władz radzieckich.

## Życiorys
Urodził się w 1896 lub 1897 roku we wsi Mieńki, w powiecie wołkowyskim guberni grodzieńskiej Imperium Rosyjskiego. Pochodził z białoruskiej rodziny chłopskiej. Pracował jako robotnik w Białymstoku, a następnie kolejarz. Od 1917 roku był unter-oficerem szkoły strzelców w Oranienbaumie. W 1917 roku brał udział w rewolucji październikowej w Piotrogrodzie i tłumieniu buntu Kiereńskiego-Krasnowa. W latach 1917–1918 wchodził w skład Komitetu Wykonawczego Białoruskiej Socjaldemokratycznej Partii Robotniczej w Piotrogrodzie. Od stycznia 1918 roku był komisarzem Białoruskiego Komisariatu Narodowego, a od lipca tego samego roku – zastępcą kierownika sprawami. Jednocześnie od lutego pełnił funkcję dowódcy 300-osobowego oddziału Czerwonej Gwardii, który wszedł w skład Komunistycznego Oddziału Piotrogrodzkiego Komitetu Rosyjskiej Partii Komunistycznej (bolszewików). W lipcu 1918 roku był delegatem na Wszechrosyjski Zjazd Uchodźców z Białorusi w Moskwie. W 1919 roku wstąpił do Wszechzwiązkowej Partii Komunistycznej (bolszewików) i pełnił funkcję komisarza wojskowego powiatu słonimskiego.
Po zakończeniu wojny domowej w Rosji pracował w strukturach partii komunistycznej i administracji państwowej ZSRR. W momencie aresztowania pracował jako dyrektor miasteczka studenckiego Leningradzkiego Instytutu Industrialnego. 22 października 1937 został aresztowany pod adresem: ul. 12. Czerwonoarmijska 3 m. 6. W związku z aresztowaniem wykluczono go z partii. 22 listopada 1937 roku został uznany przez komisję NKWD na wniosek prokuratury ZSRR winnym „członkostwa w organizacji kontrrewolucyjnej”. 27 listopada 1937 roku został rozstrzelany. W 1973 roku pośmiertnie go zrehabilitowano.